# Lenguas sículo-calabro-salentinas
Las lenguas sículo-calabro-salentinas, también llamadas lenguas extremomeridionales son un conjunto de lenguas italorromances habladas en el sur de la península itálica y en la isla de Sicilia. Tradicionalmente se suele usar la denominación genérica de idioma siciliano para referirse a estas lenguas. Sin embargo algunos autores prefieren restringir el uso del término "siciliano" solamente al conjunto de dialectos hablados en la isla.

## Clasificación
Este grupo está formado por:
- El siciliano
- El calabrés
- El salentino

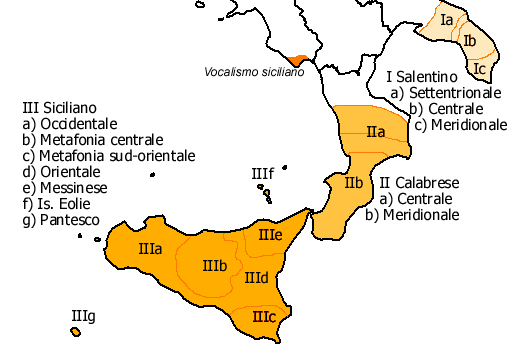
Variedades y subvariedades italorromances extremomeridionales.

Dentro de las lenguas romances estas lenguas forman parte de las lenguas italorromances.